# Programa Lunar Soviético

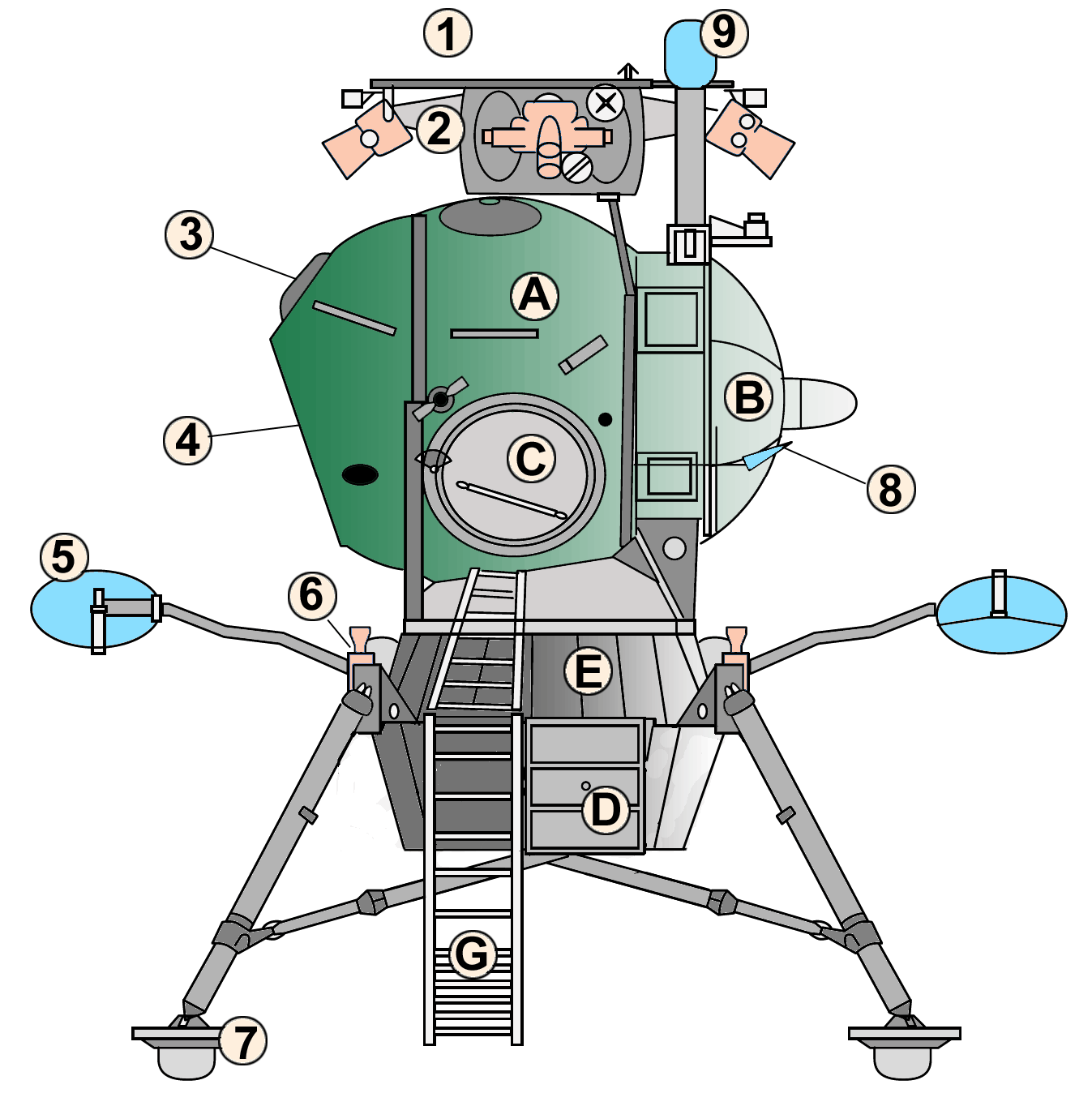
Visão esquemática do Módulo Lunar tripulado soviético.

O Programa Lunar Soviético foi constituído por uma série de missões espaciais, conduzidas pela União Soviética, com o objetivo de estudar a Lua.

## Missões não tripuladas
O programa lunar soviético, se notabilizou, por ter obtido exito em ser o primeiro programa espacial a atingir com uma sonda espacial a superfície lunar, a realizar um sobrevoo e fotografar o lado oculto, a realizar uma alunissagem, orbitar e retornar com uma sonda a Terra. O programa soviético enviou duas séries de sondas com sucesso através dos programas: Luna e Zond.

## Missões tripuladas
Já o programa de missões tripuladas à Lua, apesar de ter obtido sucesso em vários testes e evoluções técnicas significativas, nunca chegou a ser levado a cabo, devido principalmente ao fato de o projeto do veículo lançador,
o foguete N-1, não ter sido bem sucedido.